# Кочетовка (локомотивное депо)
Локомотивное депо Кочетовка им. Евстратова В. Д. — предприятие железнодорожного транспорта, принадлежавшее к Юго-Восточной железной дороге. В настоящее время депо сочетает в себе три депо Кочетовка, Мичуринск и Грязи. Начальник депо — Хохлов Геннадий Владиславович.

## История депо
Построено депо было при постройке Тамбово-Саратовской железной дороги, ориентировочно в 1870 году.
Имелись здание веерного типа на 4 канавы и депо ступенчатого типа, вмещавшее 24 паровоза.

## Подвижной состав
В приписном парке депо Кочетовка в разное время находились газотурбовоз Г1, паровозы ФД, тепловозы ЧМЭ3, 2ТЭ116, электровозы ВЛ80К.